# Katschbergtunnel
Der Katschbergtunnel ist ein 5898 m langer Tunnel der Tauern Autobahn (A 10) und Grenztunnel zwischen Kärnten und Salzburg.
Der Katschbergtunnel verbindet das Kärntner Katschtal durch den Katschberg mit dem salzburgischen Lungau. Somit ist er ein wichtiger Bestandteil der Route von Villach nach Salzburg. Die Abschnitte zwischen Katschbergtunnel und Tauerntunnel inklusive der Durchfahrt durch beide Tunnels selbst sind eine sogenannte Sondermautstrecke und damit, wie alle anderen Sondermautstrecken in Österreich, von der Vignettenpflicht ausgenommen. Die Einzelfahrt für PKW für die Gesamtstrecke kostet derzeit (2025) 14,50 Euro.

## Geschichte
Am 21. Dezember 1974 wurde der Katschbergtunnel für den Verkehr freigegeben (am 21. Juni 1975 der 44 Kilometer lange, den Tauerntunnel enthaltende Abschnitt von Eben im Pongau bis St. Michael im Lungau). Von Anfang an als zweiröhriger Tunnel geplant, wurden die Pläne für die zweite Röhre aus Kostengründen und aufgrund des geringeren Verkehrsaufkommens 1988 gestoppt.
Erst durch die Brandkatastrophe im Tauerntunnel im Jahre 1999 mit mehreren Toten wurden die Planungen für eine zweite Röhre wieder aufgenommen.

## Ausbau und Generalerneuerung
Im Dezember 2004 wurde der Bau der zweiten Tunnelröhre begonnen. Der eigentliche Vortrieb startete am 20. Mai 2005, nach elf Monaten konnte der Durchschlag mit der letzten Sprengung am 12. April 2006 erfolgen. Am 4. April 2008 wurde die neue Tunnelröhre für den Verkehr freigegeben. Bis April 2009 floss der Verkehr in dieser im Gegenverkehr, und die erste Röhre wurde saniert. Seit 30. April 2009 stehen zwei Tunnelröhren mit je zwei Fahrspuren für den Verkehr zur Verfügung. Die alte Röhre ist nach der Sanierung nun 5.565 m lang, vor dem Ausbau betrug ihre Länge 5.413 m. Vollausbau und Generalerneuerung kosteten 112 Mio. €.